# Eurysphindus plaumanni
Eurysphindus plaumanni es una especie de coleóptero de la familia Sphindidae.

## Distribución geográfica
Habita en Brasil.